# Paramakatoi
Paramakatoi es una comunidad indígena, ubicada en Guyana, en la región de Potaro-Siparuni, en la Sierra de Pacaraima. Se sitúa a una altitud de 970 metros, a 18 kilómetros al este de Kurukabaru.  

## Historia
Paramakatoi forma parte de las tierras tradicionales de los indígenas patamona.
El nombre del pueblo procede del nombre del arroyo cercano, rodeado de plantas palamaka, y "toi" significa sabana en lengua patamona. "Palamakatoi" se convirtió en "Paramakatoi" cuando los misioneros llegaron a la zona.

## Descripción
Paramakatoi se encuentra en la parte de Guyana reclamada por Venezuela. Es la mayor y más desarrollada de las comunidades amerindias de la región, y está habitada por las tribus patamona, macushi y wapishana.
Cuenta con una escuela secundaria y participa en el programa Servicio de Empleo para Jóvenes del Interior (HEYS) desde 2016.
El pueblo cuenta con una fábrica de procesamiento de productos de tomate secados al sol.
En 2019, Paramakatoi acogió un debate celebrado en lengua patamona, con motivo del Año Internacional de las Lenguas Indígenas.

## Demografía
Según el censo de población 2002 contaba con 1203 habitantes. La estimación de 2010 registró 1682 habitantes.
Ocupación de la población
| Dato      | Funcionarios | Profesionales y técnicos | Clero | Comercio y Servicios | Act. agrícolas | Act. industriales | Ocup. elementales | S/D | Total |
| --------- | ------------ | ------------------------ | ----- | -------------------- | -------------- | ----------------- | ----------------- | --- | ----- |
| Población | 0            | 45                       | 0     | 14                   | 165            | 6                 | 26                | 371 | 627   |